# Тупа
Тупа (Ду́пла, пол. Tępa, Duba, Dupa, Dupła; раніше також Ольховець, Волховєч (Вільховець)) — річка в Україні, в межах  Чортківського району Тернопільської області. Права притока Серету (басейн Дністра).

## Опис
Довжина — 44 км, площа басейну — 229 км². Долина у верхній течії коритоподібна, у нижній — каньйоноподібна, її глибина у пониззі 70—80 м, ширина 1,5—2 км. Заплава двобічна, вузька, у верхній течії подекуди заболочена. Річище помірно звивисте, шириною 5—7 м. Похил річки 4,2 м/км. Живлення мішане. Замерзає у грудні, скресає наприкінці лютого — на початку березня. У верхній частині річки є ставки. Воду використовують для господарських потреб.

## Розташування
Бере початок на схід від села Палашівка. Спершу тече на південний схід, потім — на південь, у пригирловій частині — знову на південний схід. Впадає в Серет у селі Касперівці. 